# Sinningia richii
Sinningia richii là một loài thực vật có hoa trong họ Tai voi. Loài này được Clayberg miêu tả khoa học đầu tiên năm 1968.